# Arseni Roginski
Arseni Borísovich Roguinski (en ruso: Арсе́ний Бори́сович Роги́нский; 30 de marzo de 1946 – 18 de diciembre de 2017) fue un disidente soviético e historiador ruso y uno de los fundadores y dirigentes de la ONG Memorial, creada en 1988 y dedicada a la investigación histórica y difusión del pasado totalitarista de la Unión Soviética, así como a la defensa de los derechos humanos.

## Biografía
Roguinski estudió Historia y Filología en la Universidad de Tartu (RSS de Estonia), donde había sido deportada su familia. Trabajó en una biblioteca pública de Leningrado (actualmente San Petersburgo) entre 1968 y 1981, y fue también profesor de lengua y literatura rusa en una escuela.
En 1981, fue condenado a cuatro años de cárcel y pasó cinco años en diversos campos de prisioneros soviéticos por sus publicaciones clandestinas sobre la represión política en la Unión Soviética y el terror del periodo estalinista. Oficialmente, fue acusado de falsificar documentos y su difusión en publicaciones antisoviéticas. En 1992, fue rehabilitado de estos cargos.
Fue uno de los fundadores en 1988 de la organización Memorial, galardonada en 2009, con el Premio Sájarov y fue secretario de la misma desde 1998.
El secretario del Consejo de Europa, Thorbjørn Jagland, lo definió a su fallecimiento como “gran figura de la historia moderna de su país” por “su acción personal, su lucha contra el régimen totalitario en los tiempos soviéticos y su contribución diaria al desarrollo de una sociedad civil robusta en la Rusia moderna y libre”.